# GUSOH
GUSOH（グソー）は、福井晴敏の小説『亡国のイージス』『Twelve Y. O.』『月に繭 地には果実（∀ガンダム）』に登場する架空の兵器。グソー（後生）とは沖縄語で死後の世界すなわち冥界を意味し、アメリカ軍が沖縄島で極秘に開発した毒ガス兵器（化学兵器）である。作品中では「生物化学兵器」と称されているが、性質上「化学兵器」であるといえる。

## 概要
元々は石油よりも高効率で原子力よりも安全な次世代エネルギーとして開発されていたが、その最中に偶然完成したものである。
普段は無色無臭の液体だが、酸素と結合することで一瞬で気化する（そのスピードから、『亡国のイージス』では実験映像を見た日本政府高官にニトロに例えられた）。気化により発生した神経ガスはVXガスの50倍の毒性を有しており、生物の皮膚に浸透した後、神経と筋肉を繋ぐ伝達物質を破壊し、筋肉を麻痺・硬直させることで窒息死させる。致死量は30mgであり、『亡国のイージス』では1リットルで東京を全滅させる程の威力を発揮するとされた。
液体そのものは中和剤によりイソプロパノールとポリマーに分解できるが、発生したガスは自然分解により人体に影響のないレベルまで毒性を緩和させるまで、酸性条件下で約110時間、アルカリ条件下で約103時間を要する。そのため、流出した場合は6,000度の熱を発生させるテルミット・プラスでの焼却が行われるとされているが、それが何らかの理由で不可能な場合は核兵器による焼却法を用いるほかない。
一度沖縄のアメリカ海兵隊辺野古弾薬庫地下研究施設「GUSOHの門」で漏出したが、テルミット・プラスにより基地ごと焼却されて沖縄の壊滅は阻止され、外部には集積された弾薬の爆発事故として処理されており、後にこの事件は「辺野古ディストラクション」と称されることとなった。その後、試料が嘉手納基地からの輸送中に北朝鮮の対日工作員ホ・ヨンファ率いるテロリストグループにより強奪され、日本政府を脅迫するために海自護衛艦「いそかぜ」への搭載のもと利用された。
その数千年後となる『月に繭 地には果実』においては、マウンテンサイクルからVXガスとともに出土している。

## 亡国のイージス2035 〜ウォーシップガンナー〜
『亡国のイージス』の30年後の世界を描くゲーム『亡国のイージス2035 〜ウォーシップガンナー〜』にも本兵器が登場。30年前の事件後にアメリカによって封印されたはずだったが、艦隊司令「ホ・ヨンファ」率いる千里馬艦隊によって強奪された海自の新型護衛艦に搭載され、再び日本政府に対しての脅迫に使われる。
ゲーム上ではミサイルの弾頭に搭載されており、敵艦から発射される敵専用装備として登場する。着弾時には白色のガス雲が生じ、命中した場合は大ダメージを受け一定時間行動不能となる他、着弾時にしばらく周囲に効果が残る。なおこれらのミサイルは、いそかぜに搭載したTPex搭載ミサイルを命中させる事によって焼却・無力化が可能である。